# Пентхаус стан
Пентхаус стан је луксузан стан који заузима највиши ниво стамбеног простора. Пентхаус је распроштени простор који кориснику пружа прелеп поглед на град са луксузним садржајем као на пример базен, башта, итд. Пентхауси се обично разликују од осталих станова по луксузним карактеристикама. Термин „пентхоус“ се првобитно односио, а понекад се и даље односи, на засебну мању „кућу“ која је изграђена на крову стамбене зграде. Архитектонски се посебно односи на структуру на крову зграде која је одмакнута од њених спољних зидова. Ове конструкције не морају да заузимају читав кров. Недавно су луксузне високе стамбене зграде почеле да означавају више јединица на целом последњем стамбеном спрату или више виших стамбених спратова, укључујући последње спратове, као пентхаус станове, и опремају их тако да укључују ултра-луксузну опрему, завршну обраду и дизајн који се разликује од све остале стамбене етаже зграде. Ови пентхаус станови обично нису удаљени од спољних зидова зграде, већ су у равни са остатком зграде и једноставно се разликују по величини, луксузу и, сходно томе, цени. Високе зграде такође могу имати структуре познате као механички пентхауси који служе за смештај машина или опреме као што су механизми бубња за лифт.

## Етимологија
Назив пентхаус је изведен од apentis, старофранцуске речи која значи „припојена зграда“ или „додатак“. Савремени енглески правопис ове речи је под утицајем народне етимологије из 16. века која комбинује средњофранцуску реч за „нагиб“ (pente) са енглеском именицом house.

## Развој
Европски дизајнери и архитекте одавно су препознали потенцијал у стварању животних простора који би могли да искористе кровове и такве недостатке. Пентхауси су се први пут појавили у америчким градовима током 1920-их са експлоатацијом кровних простора за луксузну имовину. Први признати развој био је на врху Хотела Плаза са погледом на Централ Парк у Њујорку 1923. године. Његов успех изазвао је брз развој сличних луксузних пентхаус станова у већини већих градова у Сједињеним Државама у наредним годинама.
Популарност пентхауса произилази из ограничења која омогућавају знатно веће приватне отворене терасе од традиционалних конзолних балкона. Због жеље да се поседују отворени простор, зграде су почеле да се пројектују са ограничењима које би могле да омогуће развој станова и тераса на њиховим највишим нивоима.
Модерни пентхауси могу имати или не морају имати терасе. Горњи спрат може бити подељен на више станова, или један стан може да заузима цео спрат. Пентхауси често имају сопствени приватни приступ где је приступ било ком крову, тераси и било којој суседној препреци ексклузивно контролисан.

## Дизајн
Пентхауси се такође разликују по луксузним погодностима као што су врхунски уређаји, опремање најфинијим материјалима, луксузни систем подова и још много тога.
Карактеристике које се не налазе у већини станова у згради могу укључивати приватни улаз или лифт, или више/засвођене плафоне. У зградама које се састоје првенствено од једноетажних станова, пентхаус станови се могу разликовати по томе што имају два или више нивоа. Они такође могу имати такве карактеристике као што су тераса, камин, већа површина, велики прозори, вишеструки главни апартмани, дневни/канцеларијски простор, хидромасажне каде и још много тога. Могу бити опремљени луксузним кухињама које садрже апарате од нерђајућег челика, гранитне плоче, шанк за доручак/острво и још много тога.
Становници пентхауса често имају леп поглед на обрисе града. Приступ пентхаус апартману обично је обезбеђен посебним лифтом. Становници такође могу приступити бројним грађевинским услугама, као што је преузимање и достава свега, од хемијског чишћења до вечере; резервације у ресторанима и догађајима од стране запослених у зградама; и друге услуге консијержа.

## Културне референце
Пентхаус станови се сматрају да су на врху тржишта и генерално су најскупљи, са експанзивним погледом, великим животним простором и врхунским погодностима. Сходно томе, често се повезују са луксузним начином живота. Издавач Боб Гучион назвао је свој часопис Пентхаус, са заштитним знаком „Живот на врху”.

## Историја
Пентхаус станови се појављују по први пут у бурним двадесетим, 1920. године. У том периоду привредни раст експлодира, што доводи  до масивне конструкције оваквих станова. Урбанизација је првенствено почела у Њујорку. 1923. године, први Пентхаус стан Историје архитектуре изграђен је на крову хотела „Plaza” у Менхетану са погледом на Сентрал парк. Након те изградње, дошло је до проширења идеје и нови станови се и данас изграђују.

## Галерија
- Пентхаус на крову Париза
- Поглед са пентхауса Емпајер стејт билдинг зграде[18][19]
- Пентхаус у Бангладешу